# Parafia św. Pawła w Genewie
Parafia św. Pawła – prawosławna parafia w Genewie, jedna z pięciu parafii Arcybiskupstwa Szwajcarii w tym mieście. 
Jest to etniczna parafia grecka, posługująca się w liturgii językiem greckim i kalendarzem gregoriańskim. 